# Aaron Downey
Aaron Douglas Downey (* 27. August 1974 in Shelburne, Ontario) ist ein ehemaliger kanadischer Eishockeystürmer, der zuletzt bei den Detroit Red Wings aus der National Hockey League aktiv war.

## Karriere
Downey begann seine Karriere in unterklassigen Juniorligen in der kanadischen Provinz Ontario, ehe er 1992 von den Guelph Storm aus der Ontario Hockey League verpflichtet wurde. Er machte sich schnell einen Namen durch sein hartes Spiel und dass er vor Faustkämpfen nicht zurückschreckte. 1993 wechselte er in die Nova Scotia Major Hockey League zu den Cole Harbour Red Wings, wo er zwei Jahre lang spielte.
Für die Saison 1995/96 erhielt er bei den Hampton Roads Admirals aus der East Coast Hockey League seinen ersten größeren Profivertrag, konnte sich in der Mannschaft etablieren und wurde sogar zum Mannschaftskapitän ernannt. 1997 verpflichteten ihn die Providence Bruins aus der AHL, das Farmteam der NHL-Mannschaft Boston Bruins. Downey zeigte für einen defensiv ausgerichteten Stürmer eine solide Punkteausbeute, stach aber besonders dadurch heraus, dass er in seinen ersten beiden Saisons in Providence zusammen 808 Strafminuten erhielt. Zudem gewann er mit ihnen den Calder Cup 1999. Während der Saison 1999/2000 gelang ihm schließlich sein Debüt in der NHL für Boston, jedoch kam er nur einmal zum Einsatz und verbrachte die restliche Zeit in der AHL.
Nachdem im Sommer sein Vertrag bei den Bruins ausgelaufen war, verpflichteten ihn die Chicago Blackhawks, die ihn in der ersten Saison allerdings auch fast ausschließlich in der AHL spielen ließen. In der Saison 2001/02 konnte er sich länger im NHL-Kader der Blackhawks halten und spielte 36 Spiele für Chicago, in denen er auch sein erstes NHL-Tor erzielte.
Im Sommer 2002 unterschrieb Downey einen Vertrag bei den Dallas Stars und gehörte in den nächsten zwei Jahren dauerhaft zum NHL-Kader, kam aber nur bei maximal der Hälfte der Spiele zum Einsatz. 2005/06 spielte er erst für die St. Louis Blues, die ihn aber im Januar 2006 auf die Waiverliste setzten, von wo ihn die Montréal Canadiens verpflichteten. Es war das für Downey bisher erfolgreichste Jahre in seiner NHL-Karriere mit drei Toren und vier Assists.
Er blieb noch ein weiteres Jahr in Montréal, ehe er im Frühjahr zum AHL-Farmteam der Canadiens, den Hamilton Bulldogs, geschickt wurde, die ihn schließlich an die Providence Bruins abgeben, wo er bis zum Ende der Saison 2006/07 spielte. Als sein Vertrag im Sommer 2007 nicht verlängert wurde, erhielt er eine Einladung zum Trainingscamp der Detroit Red Wings, wo er sich für einen Einjahresvertrag empfehlen konnte. Downey stand die gesamte Saison im NHL-Kader und absolvierte 56 Spiele. In den Playoffs, als die Red Wings den Stanley Cup gewannen, kam er allerdings nicht zum Einsatz.
Im August 2008 unterschrieb Downey einen neuen Einjahresvertrag in Detroit, der den Red Wings die Option offenließ, Downey zum Farmteam, den Grand Rapids Griffins, in die AHL zu schicken. Dies geschah schließlich auch zu Beginn der Saison 2008/09, als er sich nicht für einen Platz im NHL-Kader empfehlen konnte. Bis auf vier Einsätze für Detroit spielte er die gesamte Spielzeit in der AHL.
Nachdem sein Vertrag im Sommer 2009 in Detroit nicht verlängert worden war, erhielt er einen Probevertrag bei den Phoenix Coyotes.
Downey sticht vor allem durch sein körperlich hartes Spiel heraus und agiert in der Rolle des Enforcers.

## Erfolge und Auszeichnungen

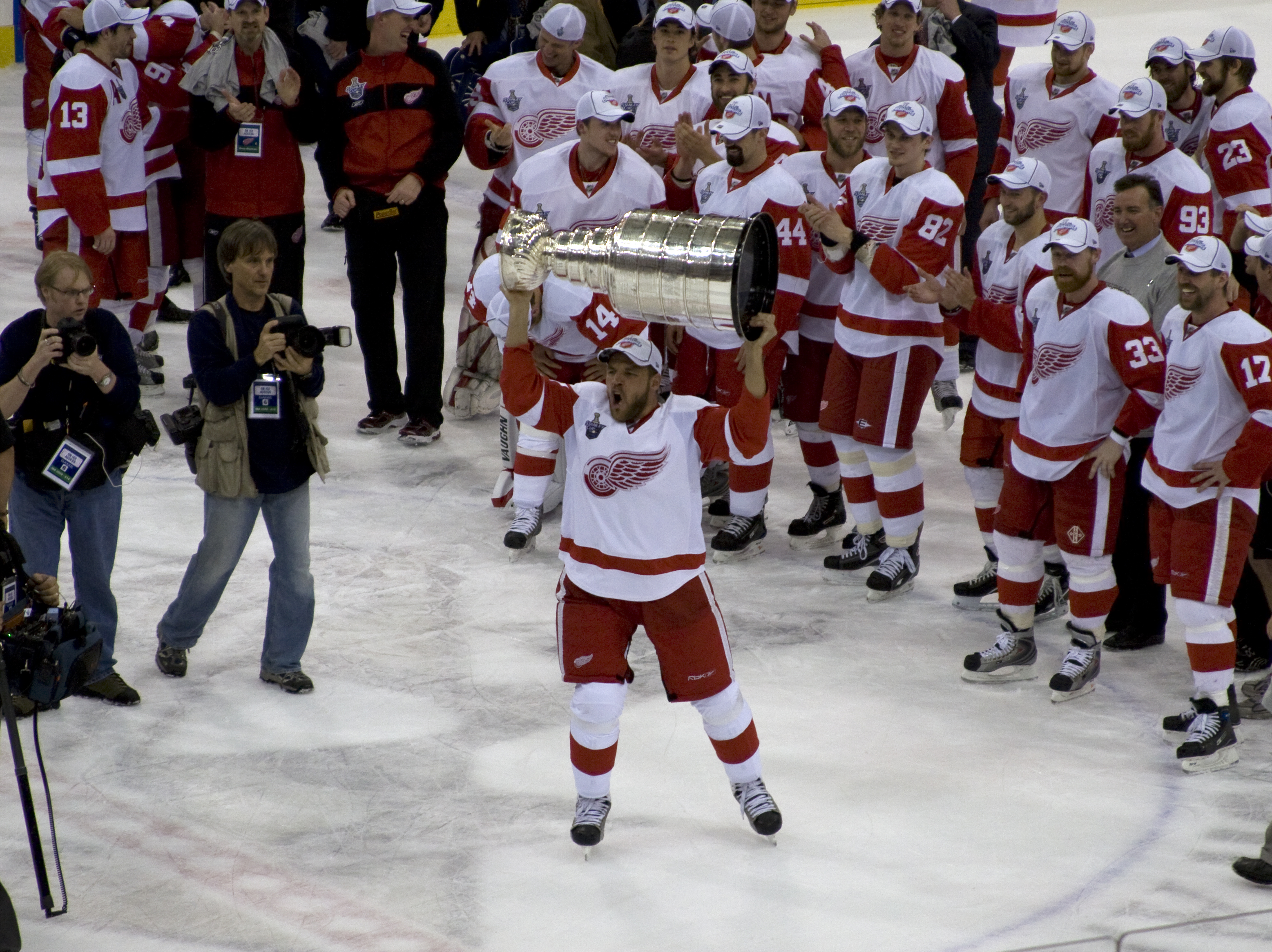
Aaron Downey mit dem Stanley Cup

- 1999 Calder-Cup-Gewinn mit den Providence Bruins
- 2008 Stanley-Cup-Gewinn mit den Detroit Red Wings